# Dampfiella angusta
Dampfiella angusta är en kvalsterart som beskrevs av Hammer 1979. Dampfiella angusta ingår i släktet Dampfiella och familjen Dampfiellidae. Inga underarter finns listade i Catalogue of Life.